# Kościół Niepokalanego Poczęcia Najświętszej Maryi Panny w Toruniu
Kościół Niepokalanego Poczęcia Najświętszej Maryi Panny w Toruniu – kościół rzymskokatolicki w jurysdykcji parafii Niepokalanego Poczęcia Najświętszej Maryi Panny w Toruniu. Znajduje się w lewobrzeżnej części miasta na Stawkach, przy ul. Józefa Hallera 104-114.

## Historia
5 czerwca 1986 roku wydano zezwolenie na budowę kościoła. Pierwsze prace budowlane rozpoczęły się tego samego dnia. Świątynię zaprojektował Jan Tajchman. 27 czerwca 1987 roku kard. Józef Glemp poświęcił fundamenty nowej świątyni. Tego samego dnia wmurowano kamień węgielny, który wyjęto z fundamentów bazyliki prymasowej Wniebowzięcia Najświętszej Maryi Panny w Gnieźnie. Kościół oddano do użytku wiernych 31 października 1993 roku. 24 września 2000 roku biskup toruński Andrzej Suski dokonał konsekracji kościoła. W latach 2011–2012 ceglane elewacje otynkowano i pomalowano w kolorze łososiowym i białym.
Obiekt wpisany jest do gminnej ewidencji zabytków (nr 2502).

## Architektura
Kościół zaprojektował Jan Tajchman. Kościół utrzymano w konwencji gotyckiej Wzniesiona na planie prostokąta bryła świątyni jest zwarta, opięta pseudoprzyporami, które rozbijają jej masywność. Fasadę stanowi kompozycja o trzech osiach, flankowana przyborami, zamknięta trójkątnym zwieńczeniem.